# Aïrbjergene
Aïrbjergene (også kendt som Air Massif eller Azbine) er et triangulært bjergsmassiv, der ligger i departementet Agadez i det nordlige Niger, i Saharaørkenen, nordøst for byen Agadez, som er områdets vigtigste by. De hæver sig til en højde af mere end 1.830 moh., og den højeste top er Idoukal-en-Taghès på 2.022 moh.. Bjergene dækker et areal på 84.000 km². 
I regntiden fra august til oktober opstår der bække og floder i bjergene, der giver vand til skovbeklædte dele, græsningsland og lavere liggende oaser.
Befolkningen i området omkring Aïr er hovedsageligt tuareger, der lever et nomadeliv og i hovedsagen lever af deres kameler og geder, hvorfra de får mælk, kød og skind, som siden anvendes i den lokale håndværksproduktion. Landbrugsprodukter fra oaser som Timia og Tabeelot byttes mod tøj eller salt, som kommer med kamelkaravaner fra fjernere oaser som Bilma og Fachi.
Aïr er kendt for sine klippemalerier, som er fra 6000-tallet f.Kr. til omkring år 1000 e.Kr. I tidligere perioder var Aïr et pastoralt område, hvilket illustreres med billeder af kvæg og store pattedyr, men i 3000-tallet f.Kr. begyndte ørkenen at brede sig, og tuareger fra nord flyttede ind i regionen. Senere kunst viser krig med billeder af heste og stridsvogne. Særlig berømt er de fem meter høje Dabous-giraffer, en helleristning opdaget i 1987.
Området Aïr og Ténéré naturreservat blev optaget på UNESCOs verdensarvsliste i 1991. I 1997 blev 239.700 km² udpeget til Biosfærereservat.

## Eksterne kilder og henvisninger
1. 1 2 3 4  Om Aïr i Store norske leksikon hentet 14. november 2010
2. ↑  Aïr et Ténéré Biosphere Reserve unesco.org hentet 8. april 2023

- UNESCO World Heritage Centre – Air and Ténéré Natural Reserves

| Bjerg | Spire Denne artikel om et bjerg eller en bjergkæde er en spire som bør udbygges. Du er velkommen til at hjælpe Wikipedia ved at udvide den. |

18°18′N 8°30′Ø / 18.300°N 8.500°Ø